# Karl-Otto Gutjahr
Karl-Otto Gutjahr (* 29. Juni 1895; † 1975) war ein deutscher Konteradmiral der Kriegsmarine.

## Leben
Karl-Otto Gutjahr trat am 1. April 1914 in die Kaiserliche Marine ein. Auf die Oldenburg kam er als Seekadett, wurde hier Fähnrich zur See und tat dann auf einer Offiziersstelle Dienst. Am 13. Juli 1916 wurde er zum Leutnant zur See ernannt und war auf der Oldenburg bis März 1918. Anschließend ging er zur Ausbildung an die U-Bootsschule und war zeitgleich Wachoffizier auf der UB 76. Ab Mai 1918 war er dann bis Kriegsende in der gleichen Position auf der U 139.
Nach dem Krieg wurde er in die Reichsmarine übernommen und am 28. September 1920 Oberleutnant zur See. Am 1. April 1926 wurde er Kapitänleutnant und war Kommandant der 3. Torpedobootshalbflottille. 1931 war er zur Verfügung der Torpedo- und Nachrichtenschule in Flensburg-Mürwik. Er führte 1935 die 1. Torpedoboot-Flottille. 1936 war er als Korvettenkapitän (Beförderung am 1. Juli 1933) als Admiralstabsoffizier beim Führer der Torpedoboote (Swinemünde).
Von Oktober 1938 bis November 1939 war er Referent im Marinepersonalamt des OKM. 1939 wurde er zum Kapitän zur See befördert. Von November 1939 bis März 1943 war er Chef der militärischen Abteilung im Amt Torpedowaffe (TWa) im Marinewaffenamt in Berlin. Ab Juni 1940 war er mit Unterbrechung mit der Wahrnehmung der Geschäfte des Amtschefs des Amtes Torpedowaffe in Vertretung von Otto Backenköhler beauftragt. Ab März 1943 war Gutjahr dann Amtschef und wurde in dieser Position am 1. April 1943 zum Konteradmiral befördert. Bis Kriegsende blieb er in dieser Position. Nach Kriegsende kam er in Kriegsgefangenschaft, aus welcher er am 9. März 1946 entlassen wurde.